# Patrício da Irlanda
São Patrício, Apóstolo da Irlanda (em irlandês:  Pádraig; em inglês:  Patrick; em latim: Patricius) (Banwen – Down, 17 de março de 461), foi um missionário cristão, bispo e santo padroeiro da Irlanda, juntamente com Santa Brígida de Kildare e São Columba.

## Biografia
A pequena localidade galesa de Banwen (Grã-Bretanha) é frequentemente referida como seu lugar de nascimento, embora haja hipóteses sobre este fato. 
Quando tinha dezesseis anos foi capturado e vendido como escravo para a Irlanda piratas pagãos irlandeses, de onde escapou e retornou à casa de sua família seis anos mais tarde, iniciando então sua vida religiosa.[carece de fontes?] Posteriormente retornou à ilha de onde fugira para pregar o evangelho. Quando voltou para sua terra natal, Patrício sonhou com as crianças irlandesas implorando para que ele levasse a elas o evangelho: "Imploramos que você venha e caminhe entre nós uma vez mais." Como achava que não tinha a compreensão adequada da fé, Patrício voltou para a França a fim de estudar em um mosteiro. Por volta do ano 432, ele voltou à Irlanda.[carece de fontes?]
Para explicar como a Santíssima Trindade era três e um ao mesmo tempo utilizava o trevo de três folhas, tornando-se parte da cultura Irlandesa. Foi incentivador do sacramento de confissão particular, tal como conhecemos hoje, visto que antes o mesmo era realizado de forma pública. Um século mais tarde essa prática se propagou na Europa.
A crença popular atribui a São Patrício o desaparecimento das cobras da ilha onde fica a Irlanda, sendo a razão de em algumas gravuras do santo ele aparecer esmagando esses animais com um cajado. Mas algumas evidências científicas sugerem que a Irlanda pós-Era Glacial não era habitada por serpentes, devido à posição geográfica.
Muito reverenciado nos Estados Unidos devido ao grande número de imigrantes irlandeses. Em Manhattan, Nova Iorque, há uma catedral com o seu nome, sede da arquidiocese da metrópole. No dia 17 de março há diversas comemorações na Irlanda e nos Estados Unidos, conhecidas como paradas de São Patrício, onde ocorrem festejos e desfiles em memória do santo, sendo essa a principal forma de afirmação do orgulho dos imigrantes e descendentes de irlandeses na América.
Há duas versões de cruzes associadas com São Patrício. Uma é a cruz pátea; e a outra é o sautor vermelho. O sautor foi originalmente o emblema da Ordem de São Patrício, fundada na Irlanda em 1783, porém, a cruz pátea é a mais antiga, datando a 1461.
No Brasil, o primeiro registro de Dia do São Patrício foi ocorrido em 17 de março de 1770 em uma igreja construída em homenagem ao santo por Lancelot Belfort (1708-1775). A igreja estava localizada em sua propriedade, conhecida como Kilrue, às margens do rio Itapecurú, em Maranhão, no norte do Brasil.